# Delia Rodríguez Araya
Delia Rodríguez Araya (Rosario, Santa Fe, Argentina, 22 de mayo de 1929-Rosario, 13 de mayo de 2009) fue una abogada activista por los derechos humanos y defensora de presos políticos.

## Vida
Sus padres eran Delia Rosa Vives y el procurador Rafael Rodríguez Araya; su tío Agustín Rodríguez Araya y su primo Felipe Rodríguez Araya, abogado defensor de presos políticos, asesinado por la Triple A, en septiembre de 1975. Se casó con el periodista Justino Ricardo Caballero y tuvo dos hijas, Micaela y Mariana.
Estudió abogacía en la Universidad Nacional del Litoral, donde empezó a militar en el Partido Socialista. Fue presidenta de la Federación Universitaria del Litoral, a fines de los 50. 
Una vez graduada en Derecho, trabajó como defensora y luego fiscal en los Tribunales santafesinos.

## Actividad
Dedicó su trabajo a la defensa de presos políticos, entre muchos otros a Juan Martín Guevara, el hermano del Che apresado en 1975 en Rosario. Junto a un pequeño grupo de personas opuso una tenaz resistencia a la dictadura militar. Fue muy amiga de la Abuela de Plaza de Mayo Darwiña Galicchio, .
Integró la CONADEP y fue fundamental en el armado de la causa Feced, en los años 80.
En octubre de 2011 funcionarios judiciales y autoridades del Ministerio de Justicia y Derechos Humanos de Santa Fe recorrieron el sector del cementerio La Piedad de esta Rosario, donde el Equipo Argentino de Antropología Forense (EAAF) excavaba unas 120 tumbas con el fin de determinar si allí fueron enterrados cuerpos de personas desaparecidas durante la última dictadura,  sobre la base de una investigación realizada en 1984 por Delia.
El testigo Luis Cuello, ex-preso político que estuvo secuestrado en el Servicio de Informaciones (SI) de la policía durante la dictadura, justo el mismo día que fue asesinado el joven Conrado Galdame, derribó la versión construida por los represores y publicada como cierta por el diario La Capital de aquel entonces, que escondió el crimen bajo un enfrentamiento, agradeció a Delia al concluir su testimonio.
En una audiencia del juicio por los crímenes de Cambiaso y Pereyra Rossi, dos militantes del peronismo revolucionario asesinados el 14 de mayo de 1983 en las postrimerías de la dictadura, se incorporó por lectura la testimonial de Delia, ya fallecida.
En octubre de 2016, durante la presentación del libro “Diario del Juicio Guerrieri–Amelong”, Olga Moyano, testigo de la causa, agradeció entre otras "mujeres imprescindibles" a Delia Rodríguez Araya, una de las primeras abogadas en asumir la valentía de exigir la aparición con vida de los desaparecidos.

## Libros
- En abril de 2012 se presentó el libro de Carlos del Frade, titulado  “Delia, la abogada militante”. Esta biografía de Delia fue construida desde una pluralidad de voces, en un intento por rendir homenaje a quien protagonizó los primeros capítulos en la búsqueda de justicia en los oscuros tiempos de dictadura.[5] La obra nació a instancia de una de sus hijas, Mariana Caballero, intentando recuperar el legado de su madre.[3]
- En junio de 2013 se presentó el libro “Querida, querida, querida”, del escritor Pablo Gavazza, un homenaje a Delia.[11]

## Homenajes
- El 29 de julio de 2004 el Concejo Municipal de Rosario la designó ciudadana distinguida por su trayectoria en la defensa de los derechos humanos.[1]
- Los ex presos políticos le hicieron un homenaje por su tarea durante la dictadura.[3]
- La secretaría de Estado de Derechos Humanos de Santa Fe, distinguió a Delia Rodríguez Araya, junto a otras 6 mujeres de la provincia, con motivo de conmemorarse el “Día Internacional de la Mujer” (marzo de 2005).[12]